# Онтогенетско развиће човека
Онтогенетско развиће човека представља сложен циклус развића који се може поделити у два периода: пренатални и постнатални (лат. natalis = рођење). Пренатални период обухвата сложене морфолошке промене од стварања зигота до рођења, а постнатални низ промена од рођења, раста, полног сазревања, старења јединке па до њене смрти.

## Пренатални период
Наука која се бави проучавањем развића човека од оплођења до рођења јединке назива се хумана ембриологија. Развиће човека је континуиран (непрекидан) процес који започиње оплођењем јајне ћелије сперматозоидом при чему настаје зигот да би се затим извршио сложен процес трансформације једноћелијског зигота у вишећелијски организам.
Време потребно за развиће човека од оплођења до порођаја је 266 дана — 38 недеља. Међутим, како се тачно време оплођења обично не зна, за процену трајања трудноће и очекиваног термина порођаја, користи се датум последње менструације. Прерачунато на тај начин, трудноћа траје две недеље дуже — 40 недеља, односно 280 дана (на 266 дана додато је 14 дана од последње менструације до оплођења).
Пренатални период се дели на три фазе:
- преембрионалну
- ембрионалну
- феталну

## Постнатални период
Већина развојних промена се одиграва пренатално, током ембрионског и фетусног периода, али се неке промене одвијају и постнатално — као нпр.
- мијелинизација нервних влакана,
- развој зуба и
- развој млечних жлезда жене.

Ова фаза обухвата:
- рађање,
- рано детињство (неонатални период),
- детињство од 2. године живота до пубертета (јувенилни период),
- препубертални период,
- пубертални период и
- адултни период.

## Поремећаји развића
Развиће је контролисано наследном основом, односно одвија се по плану који је уписан у геному зигота. Грешке у геному одразиће се у прекиду ембриогенезе (смрт плода) или ће се родити нова јединка са конгениталним аномалијама (конгениталан = настаје пре или у току рођења).
Узроци ових поремећаја могу да буду:
- генске мутације — као нпр. хондродистрофија, албинизам идр.
- хромозомске аберације — која изазива:
  - Даунов синдром,
  - синдром мачјег плача и др.
- деловање штетних фактора средине попут лекова, вируса, исхране, зрачења итд.) — нпр. очна катаракта је изазвана вирусом рубеоле или дејство лека талидомида
- мултифакторијални чиниоци — заједничко дејство полигена и фактора средине (нпр. ишчашење кукова).

### Врсте поремећаја развића
У зависности од тога у ком периоду развића се испољавају, како грешке у геному тако и утицаји фактора спољашње средине, разликују се следећи поремећаји:
а) гаметопатије — представљају пропадање ненормалних (аберантних) гамета; аберантни гамети имају измењену морфологију, какви су нпр:
- сперматозоиди без репа, са два репа, са две главе,
- јајна ћелија са два или више једра);

Неки аберантни гамети могу да преживе и изврше оплођење и тада се образује аберантни зигот; такав зигот може да угине или да настави са развићем;
б) бластопатије — поремећаји бластоциста (нпр. бластоцист без ембриобласта); овакав бластоцист или угине пре имплантације или се одбаци непосредно пре имплантације; плодови одбачени на овом раном ступњу (преембриогенеза) врло често се избацују са првом менструацијом, тако да се не зна колико ембриона пропада;
ц) ембриопатије — одбацивање плода у периоду ембриогенезе;плодови који се спонтано одбацују до трећег месеца трудноће имају грешке у броју и структури хромозома; овај период је најосетљивији на деловање фактора спољашње средине; најкритичнији период за деловање спољашњих чинилаца је период гаструлације јер се тада формира општи план грађе, односно, образују се клицини листови; гаструлација се дешава од 14-18. дана након оплођења, дакле још пре жениног сазнања о трудноћи!;
д) фетопатије — поремећаји на ступњу фетуса (када ембрион добије обележја врсте којој припада); у овом периоду плод је мање осетљив и на генетичке грешке и на факторе средине; ипак, они органи који у том периоду сазревају, посебно мозак и урогенитални органи, и даље остају осетљиви.

## Онтогенетски степени
Свака људска јединка током онтогенезе (приближно) прође кроз следеће развојне степене:
- Пренатални период: Оплодња – рођење;
- Ембриогенеза: Нидација – 8 недеља након оплодње.
  - Зигот: јединствена ћелија након оплодње
    - Бластоцист: ступањ пре нидације (имплантације у зид матернице)
    - Постимплантацијски ембрио: 1 – 8 недеља након оплодње (3 – 10 недеља трудноће)

  - Фетус: 10. недеља трудноће – рођење
- Детињство: 0 – 19 година
  - Новорођенче: 0 – 30 дана
  - Дојенче: 0 – 12 месеци
  - Проходавање/Проходанче: 1 – 3 године
  - Узраст игре: 4–5 година
  - Средње детињство ('препубесценција): 4 – 11 година
    - Основношколац: 6 – 11 година
    - Предадолесценција: Дете основношколац узраста 10 – 11 година

  - Адолесценција и пубертет: 12 – 18 година
    - Перипубертет: 8 – 10 па и 15 година[1][2]
- Адулт: 18+ година
  - Малољетни адулт – Млади одрастао човјек: 18 – 39 година
  - Зрелост: 40 – 59 година
  - Старост: 60+ година
- Смрт: Долази у различитим добима (индивидуално)
  - Декомпозиција: Постмортална разградња тела

Понекад се такође употребљавају и термини као:
- Млађе дете (0—9)
- Дечак (10—12)
- Младић (13—19)
- Двадесетогодишњак (20—29)
- Тридесетогодишњак (30—39)
- Четрдесетогодишњак (40—49)
- Педесетогодишњак (50—59)
- Шездесетогодишњак (60—69)
- Седамдесетогодишњак (70—79)
- Осамдесетогодишњак (80—89)
- Деведесетогодишњак (90—99)
- Стогодишњак (100—109)
- Суперстогодишњак (110+)

## Раст и остали елементи развоја
Једна од ретких апсолутних истина о сваком људском бићу јесте да његов биолошки век почиње зачећем, а завршава смрћу. Између тих пресудних временских одредница сваке јединке тече процес онтогенезе – развоја, у којем се прогресивно и јединствено одвијају и нагомилавају њене биолошке, менталне, етолошке и социјалне промене. Онтогенезу треба разликовати од животног циклуса, који траје од зачећа (формирања зигота) до сазревања првих оплодно способних гамета (јајна ћелија, сперматозоид) нове јединке. Генерационо време је, пак, просечни темпорални распон између формирања зигота родитељског и потомачког поколења. Чином рођења, сва три ова процеса су, у исти мах, подељена на пренатални и постнатални период.
Онтогенетско развиће обухвата јединствен низ ступњевитих квалитативних и квантитативних промена организма, означених као раст, диференцијација („стварање разлика”) и морфогенеза („обликовање”). Током индивидуалног развоја, генотип одређује оквире реакционе норме организма на сложени скуп срединских утицаја различите природе. Зато је сваки укупни фенотип, у сваком тренутку онтогенезе, одређен нормом реакције на преживљени низ средина претходног живота.
Раст (растење) у уобичајеном значењу представља повећање одређене телесне мере. Међутим, суштински (према смислу промена), свако растење може бити позитивно и негативно. Према томе, раст је, у ствари, процес мењања проучаване телесне мере и израз је количинских разлика између позитивног и негативног прираста. Може се посматрати, нпр., добро познату телесну мјеру – укупна висина. Узмимо да је једнан дечак мерен (у исто доба дана) од 5. до 10. рођендана. Прираст његове висине може се одредити за различита раздобља: за једну, две, три, четири године или за укупни петогодишњи период. Општи закључак је да је за пет година дечак порастао 336 mm. То је укупни „нето” прираст, иако је било и фаза бржег раста и његових повремених застоја; јутарње и вечерње мере се, нпр., могу међусобно разликовати и преко 20 mm.
Раст укупне телесне висине једног дечака од 5. до 10. године живота
Раст је само једна од сложених квантитативних појава током развојног циклуса, односно индивидуалног развића. Поједине развојне фазе нису обавезно праћене и растом организма, и обрнуто. Почетком ембрионског развоја, заметак не расте (иако му се број ћелија увишестручава), док се у одређеним поремећеним случајевима, и поред интензивног раста, не доживљава пуна добна и полна зрелост. Раст се остварује и мери променама: броја ћелија и количине међућелијске масе.
Први од ова два извора почива на повећавању величине постојећих ћелија и порасту броја ћелија. Квантитативне промене у ћелијској и међућелијској маси одређеног ткива и органа, у крајњој линији, зависе од односа међу брзинама њиховог раста и пропадања. Суштина процеса раста је, дакле, у дупликацији генетичког материјала (ДНК) и унутарћелијском промету материје и енергије (метаболизму). Раст се јавља као резултанта деловања свеукупних чинилаца синтезе (изградње) и деструкције (разградње) у ћелији и организму. Раст организма и његових појединих делова и компоненти није једносмеран и једноставан - не остварује се простим збрајањем и одузимањем учинака ћелијског метаболизма, већ је усмерен, обједињен и контролисан сложеним процесима индивидуалне саморегулације.
Диференцијација је процес повећавања сложености и разноликости („постајања све различитијим”), праћен прогресивним организационим усложњавањем организма у правцу формирања особене грађе и функције одрасле (адултне) јединке. Диференцијација и морфогенеза обухватају низ веома сложених, али усмерених облика сопствене и међусобне детерминације индукције, интеракције, регулације, организације, активирања и контроле у простору и времену. И површно гледан, комплекс међуодноса раста, диференцијације и морфогенезе може у себи носити одређене неусаглашености. Такође није тешко запазити да у најзначајнијим фазама развоја ови процеси теку готово истовремено, па се, само по себи, намеће питање њихове интеракције. Другим речима, већ посматрањем сопственог постојања, може се запитати којим се то путевима остварује непобитна чињеница да се од једне једине зиготне ћелије, ништа веће од тачке на крају ове реченице, (мижда доспе до екстремне телесне висине или масе, саздане дословно од милијарди ћелија, сложено организованих у специјализована ткива, органе и органске системе.
Морфогенеза у том процесу, обухвата развој индивидуалног обликовања (карактеристичног за људску врсту) у који су укључени и формирања појединих органа (органогенеза) и телесних региона (регионализација). Диференцијација и морфогенеза се одвијају у изузетно сложеним процесима сопствене и међусобне детерминације (одређивања), индукције (усмеравања), интеракције (међуделовања), регулације (подешавања), организације (обједињавања у уређен систем), активирања и контроле у времену и простору. Организационо и функционално усложњавање и обликовање су у блиској вези, али њихова потпуна временска подударност није ограничавајући предуслов за несметано одржавање организма. У најзначајнијим фазама онтогенетске променљивости, ови процеси теку готово истовремено и усаглашено.
Развиће (развитак) у општебиолошком смислу је процес свеукупног соматског (анатомско–морфолошког), функционалног и репродуктивног формирања сваке индивидуе – од њеног зачећа до пуне полне зрелости. Међутим, биоантрополошки – холистички гледано, развој соматске, менталне, етолошке и социокултурне персоналности се протеже чак до „пубертета одраслог”, односно зрелог доба адултне особе (око 40. године живота). Раст је само једна од сложених квантитативних појава током развића, односно остваривања пуног животног циклуса и онтогенезе. Поједине развојне фазе нису обавезно праћене и растом органзма, и обрнуто. Почетком пренаталног живота, нпр. заметак не расте, док се у одређеним ненормалним случајевима, и поред интензивног раста, не доживљава пуни развојни циклус људске врсте, тј. потпуна полна, психофизичка и функционална зрелост.